# Distrikt Lurín

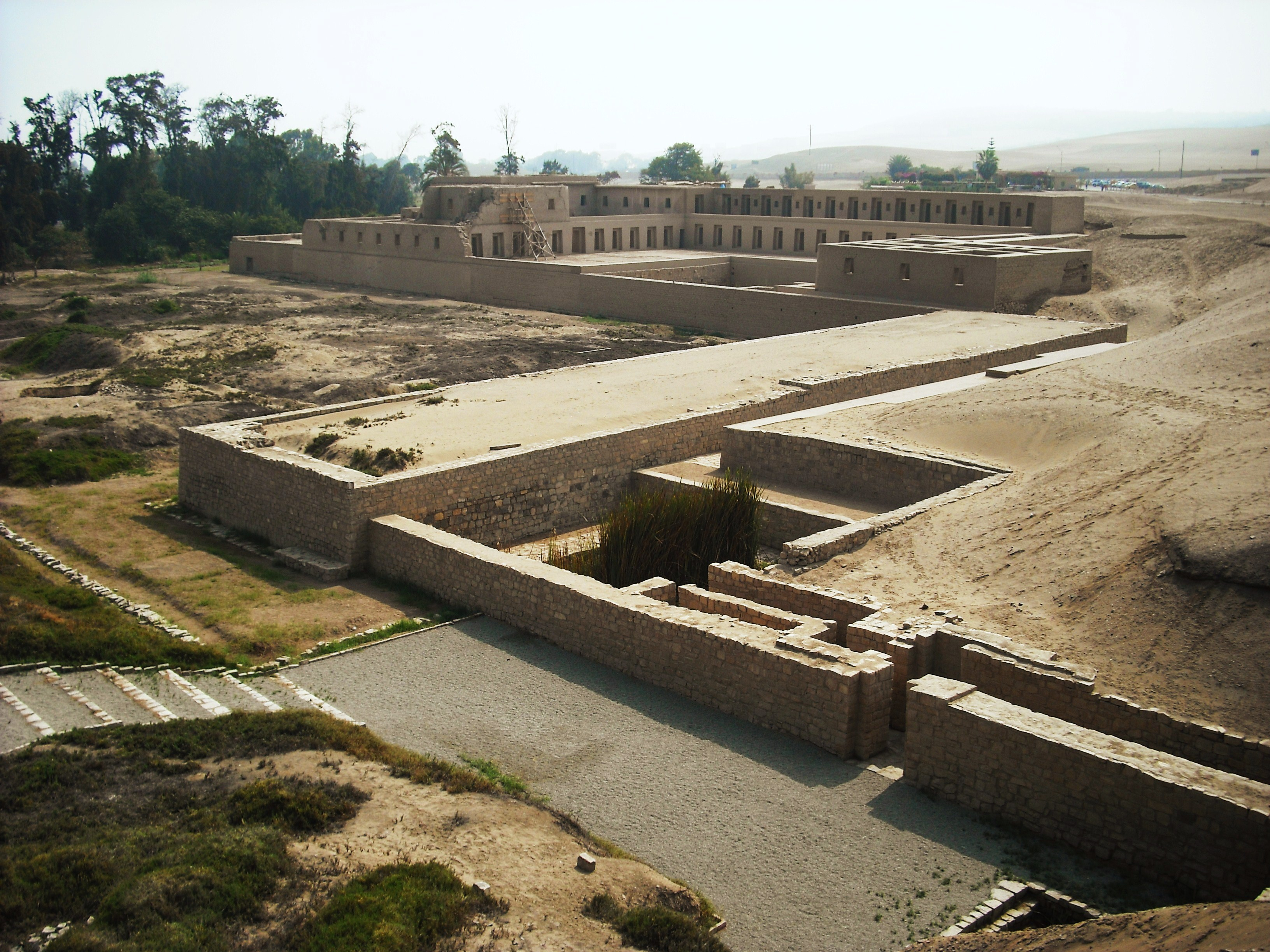
Archäologische Fundstätte Pachacámac

Der Distrikt Lurín ist einer der 43 Stadtbezirke der Region Lima Metropolitana in Peru. Er umfasst eine Fläche von 181,12 km². Beim Zensus 2017 wurden 89.195 Einwohner gezählt. Im Jahr 1993 lag die Einwohnerzahl bei 34.268, im Jahr 2007 bei 62.940. Verwaltungssitz ist Lurín.

## Geographische Lage
Der Distrikt Lurín liegt im Süden der Provinz Lima. Er besitzt eine etwa 11 km lange Küstenlinie und reicht etwa 25 km ins Landesinnere. Die Nationalstraße 1S (Panamericana) verläuft entlang Pazifikküste. Der Fluss Río Lurín durchfließt den Nordwesten des Distrikts und mündet dort Meer. Nördlich der Flussmündung befindet sich die antike Stadt Pachacámac. Die Ausläufer der peruanischen Westkordillere erreichen im Osten des Distrikts Höhen von bis zu 1800 m.
Der Distrikt Lurín grenzt im Nordwesten an die Distrikte Villa El Salvador und Villa María del Triunfo, im Norden an den Distrikt Pachacámac sowie im Süden an den Distrikt Punta Hermosa.

## Eisenbahn
Von 1918 bis 1964 verband eine 63 km lange Bahnstrecke Lima–Lurín Lurín mit der Hauptstadt.